# Cyrtonus elegans
Cyrtonus elegans es una especie de insecto coleóptero de la familia Chrysomelidae.
Fue descrita científicamente en 1813 por Germar.